# América II
América es una comunidad localizada en el municipio de Nuevo Laredo en el estado mexicano de Tamaulipas. Según el censo INEGI del 2005, América tiene una población de 253 habitantes. Está a una altitud de 140 metros sobre el nivel del mar.